# Medievistika

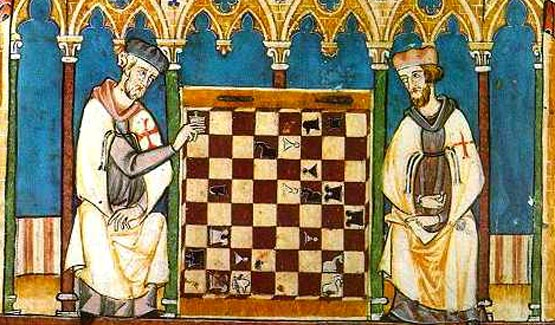
Historická malba dvou lidí, kteří hrají šachy

Medievistika (někdy též medievalistika) je odvětví historie zabývající se obdobím středověku, např. společností, ekonomikou, vojenstvím, politikou. Využívá přitom mj. výsledky archeologických výzkumů a etnografie. Lidé, kteří se jí věnují, jsou medievisté. Slovo pochází z latinského medius, medii, střední, a aevum, aevi (čti evum, evi), věk, doba, období, společně tedy „střední doba“, středověk.
Podle zaměření je pak např. bohemistická medievistika o českém středověku a podobně.
V Česku se medievistikou zabývají např. následující pracoviště:
- Historický ústav AV ČR (HÚ)[1]
- Centrum medievistických studií v Praze (společné pracoviště Filosofického ústavu AV ČR a Univerzity Karlovy)[2]
- Centrum pro studium středověké společnosti a kultury – VIVARIUM FF OU v Ostravě[3]